# Дегидрацетовая кислота
Дегидроацетовая кислота (дегидроуксусная кислота) — белый кристаллический порошок, производное пирона.
Практически нерастворима в воде (растворимость менее 0,1 %), хорошо растворима в ацетоне, бензоле и в других органических растворителях.

## Применение
Используется, главным образом, в качестве фунгицида и бактерицидного средства. Используется также для пропитки упаковочных материалов с целью предохранения фруктов и овощей при хранении от гниения. Форма применения — натриевая соль дегидроацетовой кислоты (препарат харвен), обладающая высокой растворимостью в воде.
Дегидроацетовая кислота также используется в косметической промышленности в качестве консерванта (E265).
В химической промышленности нашла применение в качестве пластификатора для получения ряда синтетических резин.

## Токсичность
ЛД50 для крыс 1000 мг/кг. Не раздражает кожу и не вызывает каких-либо хронических изменений в организме животных даже при скармливании им в дозе 300 мг/кг в течение 7 нед. Остаточное содержание не нормировано, так как пищевые продукты препаратом не обрабатывают.

## Получение
Лабораторный метод синтеза — самоконденсация ацетоуксусного эфира в присутствии бикарбоната натрия, промышленным методом получения дегидроацетовой кислоты является димеризация дикетена.

## Хранение
Срок годности не ограничен.